# 載華
已革貝子載華（1829年5月11日—1888年11月19日），愛新覺羅氏，貝勒奕綸第十一子，母妾富氏，慎郡王系第五代。
他在道光九年四月（1829年）出生，道光二十二年九月（1842年）成為貝勒奕綺的繼子，並接替養父成為慎郡王第五代，但因為慎郡王並非世襲罔替的爵位，因此他的封爵只是貝勒。
同治四年七月（1865年）他因事被廢去貝勒爵位，並恢復奕綸兒子的身分，由九兄載鋼襲封慎郡王系第六代，不過需遞降為貝子襲封。而他則於光緒十四年十月（1888年）他去世，虛齡六十岁。